# Azat
Pour les articles homonymes, voir Azat (homonymie).
L’Azat (en arménien : Ազատ) est une rivière d'Arménie et un affluent de l'Araxe donc un sous-affluent de la Koura. Avant le XXe siècle elle était connue sous le nom de Kerk-Boulak qui signifiait Quarante-Fontaines, car cette rivière était alimentée par de nombreuses sources.

## Géographie
Prenant sa source dans le marz d'Ararat, dans le massif du Gegham, elle se dirige ensuite vers le sud-ouest avant de se jeter dans l'Araxe (rive gauche).